# Géopolitique du golfe Persique

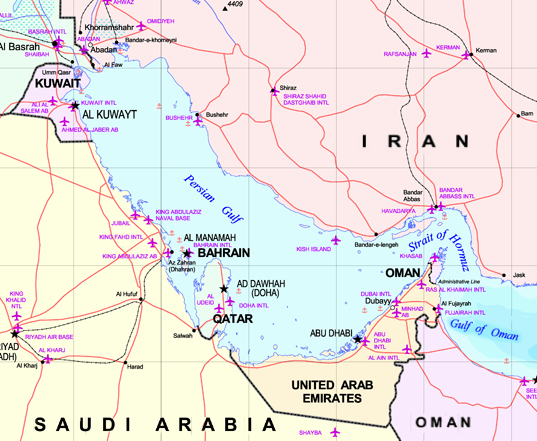
Carte du golfe Persique et des États voisins datée.

La géopolitique du golfe Persique se concentre sur l'étude des relations internationales de l'espace maritime plus communément appelé golfe Persique qui s'étend sur 251 000 km2. Cette région du monde est, avec plus de 60 % du pétrole mondial, la plus grande réserve d'hydrocarbures de la planète et aussi la plus grande exportatrice avec 30 % du commerce mondial du pétrole. De ce fait, la circulation maritime est très dense. En effet, chaque année, 2 400 navires pétroliers passent par le détroit d'Ormuz qui n'est large que de 55 km.
Plusieurs États côtiers bordent le golfe :
- Oman
- Émirats arabes unis
- Arabie saoudite
- Qatar
- Bahreïn
- Koweït
- Irak
- Iran

## Appropriation de l'espace par les États

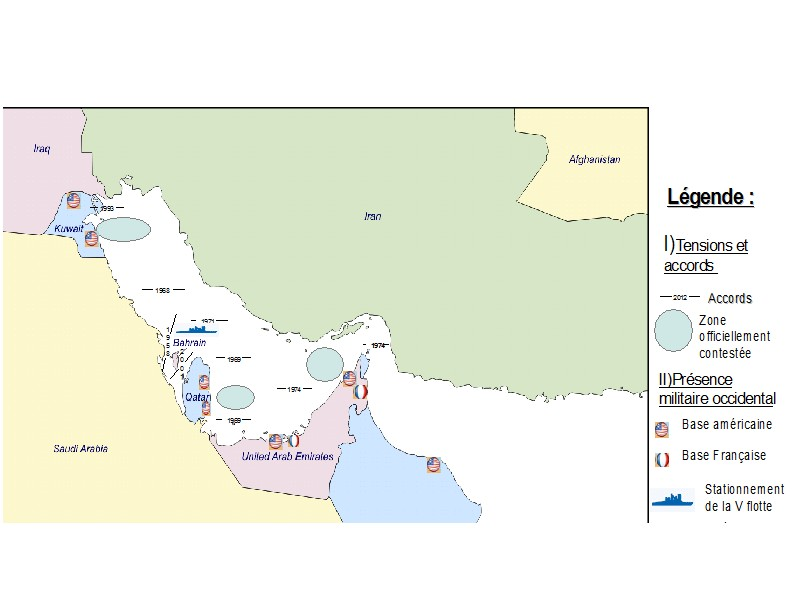
Carte des principaux accords passés entre les pays du golfe Persique.

Le golfe Persique est une zone où plusieurs États côtiers (Iran/Perse, Irak, Koweït, Arabie saoudite, Bahreïn, Qatar, Émirats arabes unis et Oman) se partagent le plus grand réservoir de pétrole (60 % des réserves mondiales). Cette proximité et ces richesses entraînent un grand nombre de tensions. Mais même avec ces tensions des accords ont été signés.
- Février 2000, Arabie saoudite et Bahreïn : le plateau continental a été délimité en suivant la ligne médiane et en établissant une zone spéciale autour du gisement de Abou Sa’fah. Il ne s'agit pas à proprement parler d'une zone commune de développement dans la mesure où l'Arabie saoudite en assure seule la juridiction, mais Riyad doit reverser la moitié des bénéfices de la production (300 000 barils par jour) au gouvernement de Bahreïn.

- Juin 2003, Qatar et Arabie saoudite : ils signent un accord sur la délimitation des frontières. Plus précisément cet accord permettait de partager deux exploitations pétrolières, donc les eaux du golfe séparant l'Arabie saoudite et le Qatar et l'appropriation du port d'Al-Udaïd par le Qatar qui était revendiqué par l'Arabie saoudite, le Qatar et Abou Dhabi. ils se mettent d'accord sur la délimitation d'un même champs pétroliers sous-marins nommé Marjan par les Iraniens et Fereydoon par les Saoudiens. Émirats arabes unis et Qatar : ils se mettent d'accord pour régler les frontières de leurs domaines maritimes et surtout le partage des îles

- Septembre 2006 : Iran et Qatar.

- 17 juin 2007 : Bahreïn et Iran.

- 25 juillet 2009 : Iran et Oman.

- 3 août 2011 : Émirats arabes unis et Iran.

- 20 mai 2013 : Iraq et Koweït.

- Février 2014 : Bahreïn et Qatar.

- Mars 2014 : Arabie saoudite et Qatar.

Ces accords entraînent une situation stabilisée mais en raison des enjeux géostratégiques et économiques que représente la région, tout incident peut aboutir à une escalade entre pays ou grandes firmes pétrolières. Cela explique en partie la présence importante des forces occidentales (avec 11 bases militaires et la présence exclusive de la 5e flotte américaine siégeant au Bahrein).

## Ressources et exploitation

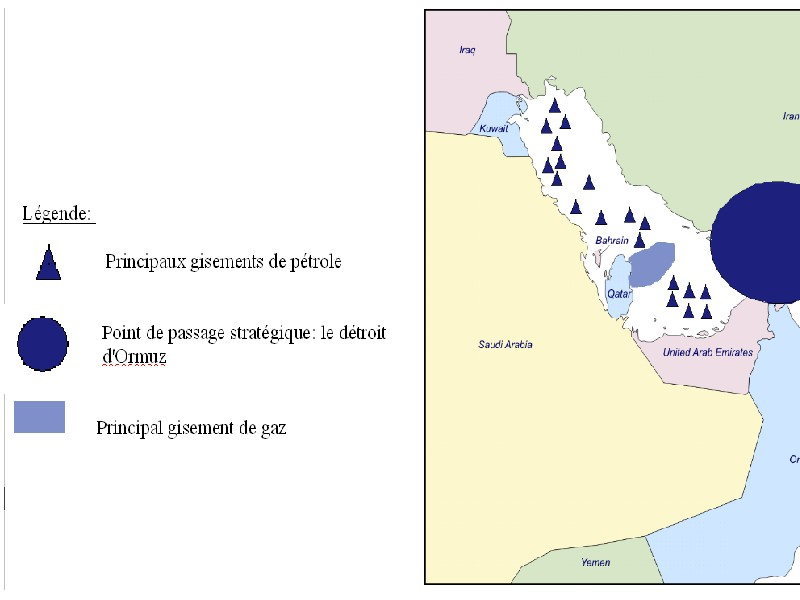
Cette carte répertorie les différents gisements de gaz et de pétrole du golfe Persique.

### Ressources d'hydrocarbures
La ressource quasi exclusive du golfe Persique est le pétrole. Les plus grands pays du golfe Persique sont regroupés dans l’Organisation des pays exportateurs de pétrole (OPEP) et contrôlent l’acheminement grâce aux pétroliers géants, ou par des oléoducs en liaison avec la Méditerranée et la mer Rouge, permettant d’éviter le passage par le détroit d’Ormuz et le canal de Suez. 
Le golfe Persique possède un fort potentiel en ressources mondiales fossiles. La recherche pétrolière et gazière off-shore est ancienne, organisée par les grandes compagnies pétrolières. Les multinationales et l’OPEP sont associés pour la mise en valeur des hydrocarbures. 
Quelques chiffres : les pays du golfe Persique possèdent 60 % des réserves pétrolières exploitables et 40 % des réserves de gaz. Aujourd’hui ils produisent 30 % du pétrole mondial et 12 % du gaz mondial. De plus, le secteur énergétique constitue de 30 à 40 % du PIB des pays du golfe Persique. Cette zone permet de répondre à 12 % des besoins pétroliers des États-Unis et à 78 % des besoins du Japon. Au Koweït, plus de 95 % des revenus de toutes les exportations du pays proviennent de la vente du pétrole. En Arabie saoudite, ce sont 70 % à 80 % des revenus de l'État qui proviennent de ce secteur.
C'est pourquoi le golfe Persique tient une place prépondérante en matière énergétique et que l'or noir occupe une place centrale dans l'économie de ces pays.

### Ressources halieutiques
Dans cette zone, la pêche joue un rôle majeur depuis l'antiquité et la quasi-totalité des ressources halieutiques du golfe Persique est pleinement exploitée. 
Cependant, les conflits qui ont secoué la zone dans le passé (la guerre Iran-Irak de 1980 à 1988, l'invasion du Koweït en août 1990 suivie de l'opération Tempête du désert) ont compromis la pêche, à la fois en désorganisant les activités et en perturbant l'écologie, notamment à cause de la pollution par le pétrole. En raison de cette forte pollution (environ 2000 à 1,14 million de tonnes de pétrole sont déversées par an par les navires pétroliers qui circulent dans le détroit d'Ormuz), la pêche est maintenant secondaire par rapport à l'extraction et à l'exportation du pétrole.
De plus, dans certains pays, la pêche est règlementée et même interdite, comme en Iran où la pêche chalutière a été limitée à l'intérieur du golfe.

## Circulation maritime

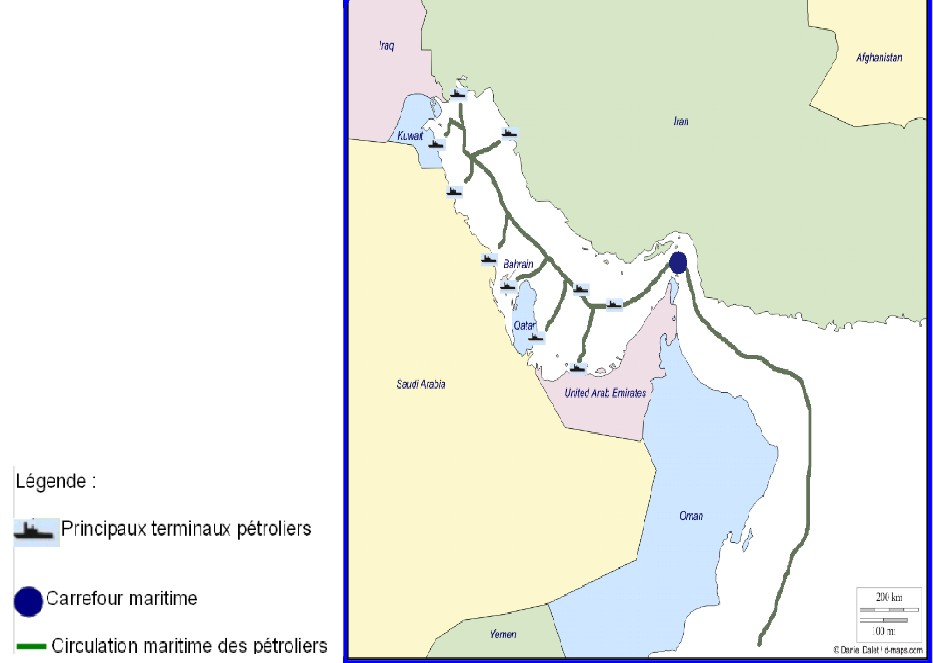
Carte du trafic.

Le détroit d’Ormuz est l’unique voie de passage maritime entre le golfe Persique et l’océan Indien, c'est pourquoi ce passage sensible demeure sous haute surveillance. Au début, les Britanniques l’ont contrôlé jusqu'à l’année 1971, date à laquelle ils se sont retirés du golfe Persique. Ensuite, les États-Unis ont pris le relais en plaçant une base en Iran. Mais la Révolution iranienne les a contraints à quitter l'Iran, et aujourd'hui les Américains ont une base navale au Bahreïn où siège la 5e flotte, plus une base militaire au Qatar. À cela on peut ajouter les manœuvres militaires des États-Unis et d’autres pays comme les Européens, le Canada, la Nouvelle-Zélande, le Pakistan et la Chine, plus la mise en service de deux porte-avions nucléaires pour surveiller les eaux de ce golfe. Malgré cela les Iraniens menacent de fermer le détroit d’Ormuz si leur programme nucléaire est attaqué. 
La tension autour du programme nucléaire de l'Iran est montée d'un cran à la suite des menaces de fermer le passage du détroit d'Ormuz, par où transite le pétrole, en cas de sanctions occidentales contre les exportations pétrolières iraniennes. C'est pourquoi les États-Unis et le Royaume-Uni ont renforcé leur présence militaire dans cette région. En effet, une fermeture totale du détroit d’Ormuz, par où transite 90 % du pétrole produit par le golfe Persique, priverait les pays occidentaux de 25 % de leur consommation quotidienne d’énergie car, aujourd'hui, plus de vingt mille navires empruntent cette route maritime chaque année pour transporter le tiers du ravitaillement énergétique de l’Europe. Ainsi, les États-Unis, l’Europe et l’Asie se verraient confrontés à une pénurie énergétique sans précédent.
La fermeture du détroit d’Ormuz pourrait avoir des conséquences désastreuses sur l’économie mondiale. Pourtant, les premiers à en souffrir seraient les pays du golfe Persique eux-mêmes car ils ne pourraient plus exporter leurs ressources énergétiques à travers le monde, ce qui entrainerait une baisse importante de leurs revenus qui dépendent beaucoup des exportations de pétrole et de gaz.
Par exemple, pour l’Arabie saoudite cela causerait la suppression de 70 % à 80 % des revenus de l’État, pour le Qatar 60 % des recettes du gouvernement, pour l’Oman 40 % de son PIB, etc.
En raison de l'importance de cette zone, les forces navales des États-Unis ont pour mission de sécuriser les voies maritimes et terrestres consacrées au transport du pétrole et du gaz.